# Дукузов, Аслан
Асла́н Дуку́зов,  он же Ха́лид Дуку́зов и ами́р Сайф-Исла́м (чечен. Дукузов Аслан; род. прим. 1973, Урус-Мартан, Чечено-Ингушская ССР, СССР — 15 апреля 2002 года, Танги-Чу, Чечня, Россия) — один из влиятельных командиров Второй чеченской войны, 3-й амир Урус-Мартановского джамаата. Входил в ближайшее окружение Рамзана Ахмадова, убитого в феврале 2001 года. Был причастен к многочисленным подрывам военной бронетехники и расстрелам военнослужащих. Выходец из тайпа Гендарганой. Убит 15 апреля 2002 года в результате спецоперации отряда специального назначения ФСБ России.

## Биография
Аслан Дукузов родился в городе Урус-Мартан Чечено-Ингушской АССР. Выходец из тайпа Гендарганой. О его жизни до 1994 года сведений практически нет.
Принимал участие в Первой чеченской войне на стороне Вооружённых сил Чеченской Республики Ичкерия.
Дукузов в межвоенный период и в начале Второй чеченской войны занимал одно из лидирующих мест в структуре Исламской бригады, руководил которым его близкий друг Рамзан Ахмадов.
Во Вторую чеченскую войну Дукузов по своей значимости не уступал Ризвану Ахмадову и Арби Бараеву, имея в своём подчинении сорок групп джамаатов.
Сообщается, что Дукузов был причастен к многочисленным подрывам военной бронетехники и расстрелам военнослужащих. Валерий Рощин называл его «самым дерзким и жестоким налётчиком на части российских войск». Жертвами Дукузова становились и чеченцы, сотрудничавшие с федеральной властью. Тогдашний Глава пророссийской администрации Урус-Мартановского района Ширвани Ясаев утверждал, что «Дукузов держал в страхе весь район».

### Гибель
15 апреля 2002 года прикомандированный к урус-мартановскому отделу ФСБ
отряд специального назначения мурманского УФСБ выдвинулся на перехват возвращавшегося с горной базы отряда Дукузова, которого засекла военная разведка в районе села Танги-Чу. Спецназовцы попытались окружить боевиков на западной окраине села, между кладбищем и школой. Заметив тени на стенах школы, боевики открыли огонь. В ходе перестрелки погибли двое спецназовцев и двое боевиков. 
Утром следующего дня сотрудниками отдела УФСБ по Чеченской Республике среди убитых был опознан Аслан Дукузов. Через два дня газета «Коммерсантъ» писала, что «военные не поверили в такую удачу и назначили дополнительное опознание. Местные жители подтвердили, что убитый — Дукузов».